# Одзава Мітіхіро
Мітіхіро Одзава (яп. 小沢 通宏, нар. 25 грудня 1932, Уцуномія) — японський футболіст, що грав на позиції півзахисника.
Виступав, зокрема, за клуб «Тойо Когьо», а також національну збірну Японії. Футболіст року в Японії (1962).

## Клубна кар'єра
Грав у футбол у Вищій школі Уцуномії та Цукубському університеті.
У дорослому футболі дебютував 1955 року виступами за команду клубу «Тойо Когьо», кольори якої і захищав протягом усієї своєї кар'єри гравця, що тривала тринадцять років. За цей час чотири рази виграв чемпіонат Японії і двічі Кубок Імператора.

## Виступи за збірну
1956 року дебютував в офіційних матчах у складі національної збірної Японії. Протягом кар'єри у національній команді, яка тривала 9 років, провів у формі головної команди країни 36 матчів. Також брав участь у Олімпійських іграх 1956 року.

## Статистика виступів

### Статистика клубних виступів
| Сезон | Команда                | Чемпіонат | Чемпіонат | Чемпіонат |
| Сезон | Команда                | Ліга      | Ігор      | Голів     |
| ----- | ---------------------- | --------- | --------- | --------- |
| 1965  | «Тойо Когьо»           | ЯФЛ       | 14        | 0         |
| 1966  | «Тойо Когьо»           | ЯФЛ       | 14        | 0         |
| 1967  | «Тойо Когьо»           | ЯФЛ       | 14        | 0         |
|       | Усього за «Тойо Когьо» |           | 42        | 0         |

### Збірна
| Збірна Японії | Збірна Японії | Збірна Японії |
| Роки          | Ігри          | Голи          |
| ------------- | ------------- | ------------- |
| 1956          | 3             | 0             |
| 1957          | 0             | 0             |
| 1958          | 4             | 0             |
| 1959          | 9             | 0             |
| 1960          | 1             | 0             |
| 1961          | 6             | 0             |
| 1962          | 7             | 0             |
| 1963          | 5             | 0             |
| 1964          | 1             | 0             |
| Всього        | 36            | 0             |

## Досягнення
- Чемпіон Японії: 1956[1], 1965, 1966, 1967
- Володар Кубка Імператора: 1965, 1967
- Футболіст року в Японії: 1962